# Reggie Jacobson
Reggie Jacobson, egentligen Charles Valter Reginald Jacobsson, född 26 juni 1924 i New York i USA, död 11 augusti 1979 i Örgryte församling i Göteborg, var en svensk ekonom och disponent.
Efter studentexamen i Göteborg 1944 läste han vid Handelshögskolan i Göteborg där han avlade examen som civilekonom (DHG) 1948. Han var försäljningschef vid Svenska mässan i Göteborg 1951, AB Melka 1954, SAS 1960 samt disponent och försäljningschef för Svenska BP Olje AB från 1964.
Han var ledamot av Nordkalottenkommittén 1961–1963, ansvarig för utställning om svensk byggnadsindustri i Casablanca 1954. Han var ryttmästare i kavalleriets reserv. Han skrev artiklar om försäljning, reklam och ekonomi för olika facktidskrifter.
Reggie Jacobson var son till arkitekten Gunnar Jacobson och Elsa Rosqvist. Han var gift första gången 1946–1967 med Mary Alice Irene Kruckhenberg (1925–2003) och andra gången 1967 med TV-hallåan Maud Husberg (1934–2008), dotter till Gösta Husberg och Ingrid Prytz. Han är begravd i familjegrav på Östra kyrkogården i Göteborg.